# Рохас, Хуан Родриго
Хуан Родриго Рохас Овелар (исп. Juan Rodrigo Rojas Ovelar; родился 9 апреля 1988 года в Фернандо-де-ла-Мора, департамент Сентраль) — парагвайский футболист, полузащитник клуба «Соль де Америка» и сборной Парагвая.

## Клубная карьера
Рохас начал карьеру в столичном клубе «Олимпия». В 2006 году он дебютировал за основной составе в парагвайской Примере. 16 марта в матче против «3 февраля» Хуан забил свой первый гол за «Олимпию». В 2010 году он на правах аренды перешёл в аргентинский «Ривер Плейт». 31 января в матче против «Банфилда» Рохас дебютировал в аргентинской Примере. После окончания аренды Хуан на правах свободного агента присоединился к «Либертаду». 31 марта 2011 года в поединке против «Серро Портеньо» он дебютировал за новую команду. Из-за высокой конкуренции Рохас редко выходил на поле и вскоре принял предложение бельгийского клуба «Беерсхот». 5 ноября в матче против «Монса» он дебютировал в Жюпиле лиги.
В начале 2012 года Рохас перешёл в чилийский «О’Хиггинс». 12 февраля в матче против «Унион Эспаньола» он дебютировал в чемпионате Чили. 19 февраля в поединке против «Ла Серена» Хуан забил свой первый гол за новый клуб. В том же году он помог клубу завоевать серебряные медали чемпионата.
Летом 2013 года Рохас после достойного выступления за «О’Хиггинс» получил приглашение из более именитого «Универсидад де Чили». 27 июля в матче против «Рейнджерс» из Талька он дебютировал за новую команду. 18 августа в поединке против «Ньюбленсе» Хуан забил свой первый гол за «Универсидад де Чили». Летом 2014 года Рохас перешёл в мексиканский «Монтеррей». Сумма трансфера составила 2 млн евро. 20 июля в матче против «Леонес Негрос» Хуан дебютировал в мексиканской Примере. Рохас редко выходил на поле и в начале 2015 года вернулся на родину, подписав контракт с «Серро Портеньо». 31 января в матче против своего бывшего «Либертада» он дебютировал за новую команду. 18 марта в поединке против «Хенераль Диас» Хуан забил свой первый гол за «Серро Портеньо». В том же году он стал чемпионом страны. 6 мая 2016 года в матче Кубка Либертадорес против «Бока Хуниорс» Рохас забил гол.

## Международная карьера
13 ноября 2009 года в товарищеском матче против сборной Катара Рохас дебютировал за сборную Парагвая.
В 2016 году Рохас принял участие в Кубке Америки в США. На турнире он сыграл в матче против командыСША.

## Титулы и достижения
- Чемпион Парагвая (5): Апертура 2015, Клаусура 2017, Апертура 2019, Клаусура 2019, Клаусура 2020
- Футболист года в Парагвае (1): 2016